# Raisa Ioan
Raisa Ioan, född 5 maj 1998 är en rumänsk volleybollspelare (center).
Hon har spelat med landslaget i EM och European Volleyball League. På klubbnivå har hon spelat för olika klubbar i Rumänien.